# Triops maximus
Triops maximus – gatunek przekopnicy występujący w Maroku. Ciało tego skorupiaka składa się z 34 do 36 segmentów, blisko 1/3 z nich okryta jest karapaksem, który mierzy około 17 mm.